# Filippo Scroppo
Filippo Scroppo (* 1. Januar 1910 in Riesi; † 24. Mai 1993 in Torre Pellice) war ein italienischer Maler und Intellektueller.

## Leben
Filippo Scroppo wurde 1910 in Riesi (Caltanissetta), als ältestes von neun Geschwistern, einer waldensischen Familie geboren.
Seine frühen plastischen und malerischen Erfahrungen waren mit einer tiefen religiösen Berufung verwoben. Nach Aufenthalten in Rom und Florenz ließ er sich 1934 in Turin nieder, wo er ein Literaturstudium absolvierte und seine künstlerischen, kulturellen und ideologischen Interessen weiterverfolgte. Nach dem Krieg gab er sein Theologiestudium auf und engagierte sich als Schriftsteller (u. a. arbeitete er an den Lokalausgaben von „L’Unità“, „Agorà“ und „La Fiera Letteraria“ mit), an der Organisation von Veranstaltungen zur Verbreitung der Kultur (Ausstellungen, Konferenzen, Debatten), in der Malerei, die zu seiner Haupttätigkeit wurde, und in der Lehre. Von 1948 bis 1980 war er nämlich Lehrer an der Accademia Albertina delle Belle Arti di Torino zunächst in Zusammenarbeit mit Felice Casorati, dann an der Freien Aktschule; außerdem war er ein diskreter und großzügiger Lehrer in seinem privaten Atelier.
Die mehr als vierzig Ausstellungen zeitgenössischer Kunst in Torre Pellice, die von 1949 bis in die 1990er Jahre stattfanden, haben einen symbolischen Wert in seiner menschlichen und künstlerischen Geschichte und boten der Kunst, nicht nur der italienischen, eine umfassende und reichhaltige Dokumentation in der zweiten Hälfte des 20. Jahrhunderts.
1940 stellte er zum ersten Mal eines seiner Gemälde auf der III Provinciale del Sindacato Belle Arti in Turin aus. In der Nachkriegszeit intensivierten sich seine Beziehungen zu Mailänder, römischen und florentinischen Künstlern, und er beteiligte sich an der nationalen Debatte und an konstruktiven Aktivitäten.
1948 und 1950 stellte er auf der Biennale di Venezia und 1948 und 1951 auf der Quadriennale di Roma aus.
Zusammen mit Felice Casorati, Francesco Menzio, Albino Galvano, Mino Rosso und Italo Cremona gründete er die Turiner Sektion des Art Club und wurde deren Sekretär. 1949 organisierte er zusammen mit Felice Casorati (Präsident) und Enrico Prampolini die erste internationale Ausstellung des Art Club im Palazzo Carignano in Turin. Zusammen mit Galvano wurde er 1950 von Gianni Monnet in der Buchhandlung Salto in Mailand vorgestellt. 1951 nahm er an der Ausstellung Arte astratta e concreta in der Galleria Nazionale d’Arte Moderna in Rom und an der Auswahl abstrakter Künstler aus Mailand und Turin in der Galerie Bompiani in Mailand teil, die im darauffolgenden Jahr in der Galerie Gissi in Turin wiederaufgenommen wurde. Bei dieser Gelegenheit veröffentlichte er zusammen mit Biglione, Albino Galvano und Parisot das so genannte „Manifest“ der Konkreten Kunst in Turin. 1952 wurde er mit fünf Gemälden zur Biennale von Venedig eingeladen, wohin er 1962 mit einer Handvoll völlig neuer Werke zurückkehrte. Für die Quadriennale in Rom war seine Präsenz bei der Ausgabe 1965 wichtig.
Mitte der 1950er Jahre eröffnete er seine eigene Malschule, die zu einem inspirierenden Treffpunkt für viele Turiner Künstler wurde.
In den 1960er und 1970er Jahren gab es zahlreiche persönliche Ausstellungen, nationale Preise und Teilnahmen an repräsentativen Ausstellungen zeitgenössischer italienischer Kunst in Skandinavien, Deutschland, Österreich, der Schweiz, Monaco, Frankreich, Südafrika und Australien. Zu nennen sind hier die Ausstellungen im Musée d’art et d’histoire in Neuchâtel 1962 (mit Paola Levi-Montalcini, Präsentation von Italo Calvino) und im Musée Rath in Genf 1963 (Präsentation von Albino Galvano). Die letzten zwei Jahrzehnte sind durch eine Reihe von wichtigen Einzelausstellungen gekennzeichnet: insbesondere in der Galerie 3/A in Turin 1974 (Text von Gianni Romano), wo die Airbrushes zum ersten Mal in ihrer Gesamtheit präsentiert wurden, und in der Galerie Villata in Cerrina Monferrato 1983 (Präsentation von Lucio Cabutti).
Unter den Anthologien: 1965 in der Galleria delle Ore, Mailand, mit kritischer Begleitung von Albino Galvano, Edoardo Sanguineti, Ascanio Dumontel; 1967 in der Piemonte Artistico e Culturale, Turin, kuratiert von Angelo Dragone; 1979 im Foyer des Piccolo Regio, Turin, kuratiert von Marco Rosci; 1980 im The Arts Club of Washington, D.C. unter der Schirmherrschaft des Istituto Italiano di Cultura und der Italienischen Gesellschaft von Washington; 1985 im Palazzo della Regione, Turin, kuratiert von Paolo Fossati; 2005 die Retrospektive in der Accademia Albertina delle Belle Arti, Turin, kuratiert von Pino Mantovani und Maria Teresa Roberto, unter Mitwirkung von Ivana Mulatero.
Parallel dazu wurden historische Ausstellungen organisiert, die Aspekte des lokalen und nationalen Kunstgeschehens, an denen Scroppo beteiligt war, analytisch beleuchteten: Arte concreta a Torino, Katalog herausgegeben von G. Martano, Sala Bolaffi, Turin 1970; L’avanguardia astratta a Torino, bearbeitet von F. Abbate, Mostra d’arte Contemporanea, Torre Pellice 1972; MAC in Turin, Ausstellungen in Köln und anderen Zentren in Deutschland, organisiert vom Istituto Italiano di Cultura und der Galleria Maggiorotto in Cavallermaggiore; Arte a Torino 1946–53, Katalog herausgegeben von M. Bandini, P. Mantovani, F. Poli, Accademia Albertina, Turin 1983; L’Informale in Italia, Katalog herausgegeben von Renato Barilli, Galleria d’Arte Moderna, Bologna 1983; Movimento Arte Concreta 1946/52, Katalog herausgegeben von L. Caramel, Civica Galleria D’arte Moderna, Gallarate, Electa, Mailand 1984; Allitterazioni – Dieci artisti del MAC tra ieri e oggi, Katalog herausgegeben von M. Bandini, Torre del Lebbroso, Aosta 1987; Scroppo, Periodo MAC, 1948–54, Katalog herausgegeben von M. Rosci, Galleria Sant’Agostino, Turin 1988.
Während einige Studien die Interpretation des Abstraktionismus und des Konkretismus im historischen Kontext vertiefen, verpflichtete sich Scroppo in den Ausstellungen zeitgenössischer Kunst in Torre Pellice (insbesondere in den Ausgaben von 1977, ’78, ’79 und ’84), seinen künstlerischen Werdegang von den Anfängen bis zu den letzten Erfahrungen zu dokumentieren und zu historisieren.
Zwischen Dezember 1991 und Januar 1992 wurde im Turiner Sitz des piemontesischen Kunst- und Kulturvereins und anschließend in der Sala Mostre Comunale di Luserna San Giovanni (Städtischer Ausstellungssaal von Luserna San Giovanni) eine Ausstellung mit zwanzig repräsentativen Künstlernamen gezeigt, die sich im Laufe der Jahrzehnte in der Atelierschule von Scroppo, einer „sokratischen“ Persönlichkeit, kennengelernt und fortgebildet haben, deren Didaktik, die keineswegs zentralistisch oder despotisch war, eine „große Vielfalt von Gesten und Tendenzen, die nach und nach aus der Schule hervorgingen“ gefördert hat.
Scroppo starb am 24. Mai 1993 in Torre Pellice (Turin).
Am 29. Juni 2019 weiht die Gemeinde Torre Pellice eine nach ihm benannte Straße ein.

## Kritische Literatur

### Über Filippo Scroppo
- Pino Mantovani, M. Teresa Roberto, Ivana Mulatero: Filippo Scroppo, un artista tra pittura e critica. Hopefulmonster editore, Turin 2005.

### Zum Turiner Konkretismus (und nicht nur dort)
- Filippo Scroppo, Galleria d’Arte Contemporanea di Torre Pellice: Ausstellungskatalog. Hrsg.: A. Balzola, P. Mantovani, Franco Masoero. Turin 1994.
- F. Fanelli: MAC Movimento Arte Concreta – Torino 1948/57. Galleria Carlina, Turin 1996.
- P. Levi (Hrsg.): Le arti visive in Piemonte 1945/52. Elede, Turin 1999.
- L. Berni Canani, G. Di Genova (Hrsg.): MAC/Espace – Arte concreta in Italia e in Francia 1948–1958 (Ausstellungskatalog). Acquario Romano, Rom, Bora, Bologna 1999.
- M. Bandini, Civica Galleria d’Arte Contemporanea di Torre Pellice (Hrsg.): Filippo Scroppo e il MAC torinese (1948/56) (Ausstellungskatalog). Franco Masoero, Turin 2002.
- E. Crispolti, Museo del Corso (Hrsg.): Movimento Arte Concreta 1948/1952 (Ausstellungskatalog). Edieuropa/De Luca, Roma 2003.